# Union Square Ventures
Union Square Ventures (USV), es una firma de capital de riesgo americana con base en Nueva York, que gestiona activos por valor de 1 billón de dólares a fecha de marzo de 2016. Es una de las firmas que más retorno obtiene a nivel mundial. Su fondo de 2004 tuvo un retorno de 13.91 veces con un TIR del 67.0%.

## Firma
Fue fundada en 2003 por Fred Wilson (antiguo directivo de Flatiron Partners) y Brad Burnham (de AT&T Ventures). Juntos crearon USV para invertir en compañías en una etapa temprana de crecimiento. Sus inversiones son mayormente en compañías de telefonía e internet con base en Estados Unidos consideradas como disruptivas.
Adicionalmente, Fred Wilson tiene un alto perfil público en el mundo de la tecnología en parte por su blog AVC.com
En 2007, Albert Wenger, el expresidente de del.icio.us, se unió a la firma. Más tarde, en ese mismo año, se unió Andy Weissman al ser adquirida su empresa, Betaworks.
USV es una de las pocas firmas que es incluida regularmente en la lista de top firmas de capital de riesgo de Red Herring.
En 2011, fue la firma de capital de riesgo con base en Estados Unidos que mejor rendimiento obtuvo de sus inversiones.
La compañía tuvo éxitos de billones de dólares cada año desde 2011 hasta 2017, incluyendo:
- Zynga en 2011 con 7.7 billones
- Indeed en 2012 con 1.4 billones
- Tumblr en 2013 con 1.1 billones
- Twitter en 2013 con 14.2 billones
- Lending Club en 2014 con 5.42 billones
- Etsy en 2015 con 1.78 billones
- Twilio en 2016 con 1.23 billones
- MongoDB en 2017 con 1.6 billones

## Portfolio
Algunas de sus inversiones en fase temprana más notables son:
- Behance[13]
- Boxee[14]
- Casetext[15]
- Clarifai[15]
- Coinbase[16]
- Clue (mobile app)[15]
- CrowdRise[17]
- Del.icio.us[18]
- Disqus[19]
- Dronebase[15]
- DuckDuckGo
- Duolingo[20]
- Etsy[21]
- eShares[15]
- FeedBurner[22]
- Figure 1[23]
- Flurry[24]
- Foursquare[25]
- Funding Circle[26]
- goTenna[27]
- Indeed[28]
- Kickstarter[29]
- Koko[15]
- La Ruche[15]
- Meetup[30]
- MongoDB[31]
- OB1[15]
- Protocol Labs
- Quizlet[15]
- Radionomy[32]
- SimScale[15]
- Shippo[33]
- Twitter[34]
- Work Market[35]
- Yieldmo[36]
- Zynga[37]

- Behance[13]
- Boxee[14]
- Casetext[15]
- Clarifai[15]
- Coinbase[16]
- Clue (mobile app)[15]
- CrowdRise[17]
- Del.icio.us[18]
- Disqus[19]
- Dronebase[15]
- DuckDuckGo
- Duolingo[20]
- Etsy[21]
- eShares[15]
- FeedBurner[22]
- Figure 1[23]
- Flurry[24]
- Foursquare[25]
- Funding Circle[26]
- goTenna[27]
- Indeed[28]
- Kickstarter[29]
- Koko[15]
- La Ruche[15]
- Meetup[30]
- MongoDB[31]
- OB1[15]
- Protocol Labs
- Quizlet[15]
- Radionomy[32]
- SimScale[15]
- Shippo[33]
- Twitter[34]
- Work Market[35]
- Yieldmo[36]
- Zynga[37]